# National Invitation Tournament 2012
El National Invitation Tournament 2012 fue la septuagésimo quinta edición del National Invitation Tournament. La disputaron 32 equipos, seleccionados entre los que no participaron el Torneo de la NCAA de 2012. La selección de los participantes se hizo sobre la base de múltiples parámetros, tales como los enfrentamientos directos, los resultados de los diez últimos partidos, y las quinielas de favoritos. En la primera ronda, la segunda y los cuartos de final, los partidos se disputaron en el pabellón del equipo mejor preseleccionado, disputándose las semifinales y final como es tradición en el Madison Square Garden de Nueva York. El ganador fue la Universidad de Stanford, que conseguía su segundo título en esta competición, tras el conseguido en 1991.

## Equipos seleccionados
| Rank. | Universidad  | Conferencia | Récord | Tipo de invitación |
| ----- | ------------ | ----------- | ------ | ------------------ |
| 1     | Washington   | Pac-12      | 21–10  | Automática         |
| 2     | Dayton       | Atlantic 10 | 20–12  | General            |
| 3     | Oregon       | Pac-12      | 22–9   | General            |
| 4     | Northwestern | Big Ten     | 18–13  | General            |
| 5     | Akron        | MAC         | 22–11  | Automática         |
| 6     | LSU          | SEC         | 18–14  | General            |
| 7     | Iowa         | Big Ten     | 17–16  | General            |
| 8     | UT-Arlington | Southland   | 24–8   | Automática         |

| Rank. | Universidad      | Conferencia    | Récord | Tipo de invitación |
| ----- | ---------------- | -------------- | ------ | ------------------ |
| 1     | Tennessee        | SEC            | 18–14  | General            |
| 2     | Miami (FL)       | ACC            | 19–12  | General            |
| 3     | La Salle         | Atlantic 10    | 21–12  | General            |
| 4     | Middle Tennessee | Sun Belt       | 25–6   | Automática         |
| 5     | Marshall         | Conference USA | 21–13  | General            |
| 6     | Minnesota        | Big Ten        | 19–14  | General            |
| 7     | Valparaíso       | Horizon        | 22–11  | Automática         |
| 8     | Savannah State   | MEAC           | 21–11  | Automática         |

| Rank. | Universidad       | Conferencia     | Récord | Tipo de invitación |
| ----- | ----------------- | --------------- | ------ | ------------------ |
| 1     | Seton Hall        | Big East        | 20–12  | General            |
| 2     | Saint Joseph's    | Atlantic 10     | 20–13  | General            |
| 3     | Drexel            | Colonial        | 27–6   | Automática         |
| 4     | Mississippi State | SEC             | 21–11  | General            |
| 5     | UMass             | Atlantic 10     | 22–11  | General            |
| 6     | UCF               | Conference USA  | 22–10  | General            |
| 7     | Northern Iowa     | Missouri Valley | 19–13  | General            |
| 8     | Stony Brook       | America East    | 22–9   | Automática         |

| Rank. | Universidad     | Conferencia     | Récord | Tipo de invitación |
| ----- | --------------- | --------------- | ------ | ------------------ |
| 1     | Arizona         | Pac-12          | 23–11  | General            |
| 2     | Mississippi     | SEC             | 20–13  | General            |
| 3     | Stanford        | Pac-12          | 21–11  | General            |
| 4     | Oral Roberts    | Summit          | 27–6   | Automática         |
| 5     | Nevada          | WAC             | 26–6   | Automática         |
| 6     | Cleveland State | Horizon         | 22–10  | General            |
| 7     | Illinois State  | Missouri Valley | 20–13  | General            |
| 8     | Bucknell        | Patriot         | 24–9   | Automática         |

### Clasificación automática
Los siguientes equipos ganaron el título de la temporada regular de sus respectivas conferencias, pero no consiguieron ganar los torneos de postemporada, por lo que no fueron invitados automáticamente para el Torneo de la NCAA. Al no recibir tampoco invitaciones por el formato general, fueron automáticamente clasificados para el NIT 2010.
| Conferencia    | Universidad      |
| -------------- | ---------------- |
| Sun Belt       | Middle Tennessee |
| Summit         | Oral Roberts     |
| Colonial       | Drexel           |
| Horizon        | Valparaiso       |
| MEAC           | Savannah State   |
| Patriot League | Bucknell         |
| Pac-12         | Washington       |
| Southland      | UT Arlington     |
| WAC            | Nevada           |
| America East   | Stony Brook      |
| MAC            | Akron            |

## Fase final
Cuadro final de resultados.
|  | 1.ª ronda 13 y 14 de marzo | 1.ª ronda 13 y 14 de marzo | 1.ª ronda 13 y 14 de marzo |              |    | 2.ª ronda 16 y 19 de marzo | 2.ª ronda 16 y 19 de marzo | 2.ª ronda 16 y 19 de marzo |  |   | Cuartos de final 20 y 21 de marzo | Cuartos de final 20 y 21 de marzo | Cuartos de final 20 y 21 de marzo |  |
|  |                            |                            |                            |              |    |                            |                            |                            |  |   |                                   |                                   |                                   |  |
|  |                            |                            |                            |              |    |                            |                            |                            |  |   |                                   |                                   |                                   |  |
|  | 1                          | Washington                 | 82                         |              |    |                            |                            |                            |  |   |                                   |                                   |                                   |  |
|  | 1                          | Washington                 | 82                         |              |    |                            |                            |                            |  |   |                                   |                                   |                                   |  |
|  | 8                          | UT Arlington               | 72                         |              |    |                            |                            |                            |  |   |                                   |                                   |                                   |  |
|  | 8                          | UT Arlington               | 72                         |              | 1  | Washington                 | 76                         |                            |  |   |                                   |                                   |                                   |  |
|  |                            |                            |                            |              | 1  | Washington                 | 76                         |                            |  |   |                                   |                                   |                                   |  |
|  |                            |                            | 4                          | Northwestern | 55 |                            |                            |                            |  |   |                                   |                                   |                                   |  |
|  | 4                          | Northwestern               | 4                          | Northwestern | 55 | 76                         |                            |                            |  |   |                                   |                                   |                                   |  |
|  | 4                          | Northwestern               |                            |              |    |                            |                            |                            |  |   |                                   |                                   |                                   |  |
|  | 5                          | Akron                      | 74                         |              |    |                            |                            |                            |  |   |                                   |                                   |                                   |  |
|  | 5                          | Akron                      | 74                         |              |    |                            |                            |                            |  | 1 | Washington                        | 90                                |                                   |  |
|  |                            |                            |                            |              |    |                            |                            |                            |  | 1 | Washington                        | 90                                |                                   |  |
|  |                            |                            | 3                          | Oregon       | 86 |                            |                            |                            |  |   |                                   |                                   |                                   |  |
|  | 3                          | Oregon                     | 3                          | Oregon       | 86 | 96                         |                            |                            |  |   |                                   |                                   |                                   |  |
|  | 3                          | Oregon                     |                            |              |    |                            |                            |                            |  |   |                                   |                                   |                                   |  |
|  | 6                          | LSU                        | 76                         |              |    |                            |                            |                            |  |   |                                   |                                   |                                   |  |
|  | 6                          | LSU                        | 76                         |              | 3  | Oregon                     | 108                        |                            |  |   |                                   |                                   |                                   |  |
|  |                            |                            |                            |              | 3  | Oregon                     | 108                        |                            |  |   |                                   |                                   |                                   |  |
|  |                            |                            | 7                          | Iowa         | 97 |                            |                            |                            |  |   |                                   |                                   |                                   |  |
|  | 2                          | Dayton                     | 7                          | Iowa         | 97 | 72                         |                            |                            |  |   |                                   |                                   |                                   |  |
|  | 2                          | Dayton                     |                            |              |    |                            |                            |                            |  |   |                                   |                                   |                                   |  |
|  | 7                          | Iowa                       | 84                         |              |    |                            |                            |                            |  |   |                                   |                                   |                                   |  |
|  | 7                          | Iowa                       | 84                         |              |    |                            |                            |                            |  |   |                                   |                                   |                                   |  |
|  |                            |                            |                            |              |    |                            |                            |                            |  |   |                                   |                                   |                                   |  |

|  | 1.ª ronda 13 y 14 de marzo | 1.ª ronda 13 y 14 de marzo | 1.ª ronda 13 y 14 de marzo |                  |    | 2.ª ronda 16 y 19 de marzo | 2.ª ronda 16 y 19 de marzo | 2.ª ronda 16 y 19 de marzo |  |   | Cuartos de final 20 y 21 de marzo | Cuartos de final 20 y 21 de marzo | Cuartos de final 20 y 21 de marzo |  |
|  |                            |                            |                            |                  |    |                            |                            |                            |  |   |                                   |                                   |                                   |  |
|  |                            |                            |                            |                  |    |                            |                            |                            |  |   |                                   |                                   |                                   |  |
|  | 1                          | Tennessee                  | 65                         |                  |    |                            |                            |                            |  |   |                                   |                                   |                                   |  |
|  | 1                          | Tennessee                  | 65                         |                  |    |                            |                            |                            |  |   |                                   |                                   |                                   |  |
|  | 8                          | Savannah State             | 51                         |                  |    |                            |                            |                            |  |   |                                   |                                   |                                   |  |
|  | 8                          | Savannah State             | 51                         |                  | 1  | Tennessee                  | 64                         |                            |  |   |                                   |                                   |                                   |  |
|  |                            |                            |                            |                  | 1  | Tennessee                  | 64                         |                            |  |   |                                   |                                   |                                   |  |
|  |                            |                            | 4                          | Middle Tennessee | 71 |                            |                            |                            |  |   |                                   |                                   |                                   |  |
|  | 4                          | Middle Tennessee           | 4                          | Middle Tennessee | 71 | 86                         |                            |                            |  |   |                                   |                                   |                                   |  |
|  | 4                          | Middle Tennessee           |                            |                  |    |                            |                            |                            |  |   |                                   |                                   |                                   |  |
|  | 5                          | Marshall                   | 78                         |                  |    |                            |                            |                            |  |   |                                   |                                   |                                   |  |
|  | 5                          | Marshall                   | 78                         |                  |    |                            |                            |                            |  | 4 | Middle Tennessee                  | 72                                |                                   |  |
|  |                            |                            |                            |                  |    |                            |                            |                            |  | 4 | Middle Tennessee                  | 72                                |                                   |  |
|  |                            |                            | 6                          | Minnesota        | 78 |                            |                            |                            |  |   |                                   |                                   |                                   |  |
|  | 3                          | La Salle                   | 6                          | Minnesota        | 78 | 61                         |                            |                            |  |   |                                   |                                   |                                   |  |
|  | 3                          | La Salle                   |                            |                  |    |                            |                            |                            |  |   |                                   |                                   |                                   |  |
|  | 6                          | Minnesota                  | 70                         |                  |    |                            |                            |                            |  |   |                                   |                                   |                                   |  |
|  | 6                          | Minnesota                  | 70                         |                  | 6  | Minnesota                  | 78                         |                            |  |   |                                   |                                   |                                   |  |
|  |                            |                            |                            |                  | 6  | Minnesota                  | 78                         |                            |  |   |                                   |                                   |                                   |  |
|  |                            |                            | 2                          | Miami (FL)       | 60 |                            |                            |                            |  |   |                                   |                                   |                                   |  |
|  | 2                          | Miami (FL)                 | 2                          | Miami (FL)       | 60 | 66                         |                            |                            |  |   |                                   |                                   |                                   |  |
|  | 2                          | Miami (FL)                 |                            |                  |    |                            |                            |                            |  |   |                                   |                                   |                                   |  |
|  | 7                          | Valparaiso                 | 50                         |                  |    |                            |                            |                            |  |   |                                   |                                   |                                   |  |
|  | 7                          | Valparaiso                 | 50                         |                  |    |                            |                            |                            |  |   |                                   |                                   |                                   |  |
|  |                            |                            |                            |                  |    |                            |                            |                            |  |   |                                   |                                   |                                   |  |

|  | 1.ª ronda 13 y 14 de marzo | 1.ª ronda 13 y 14 de marzo | 1.ª ronda 13 y 14 de marzo |               |    | 2.ª ronda 16 y 19 de marzo | 2.ª ronda 16 y 19 de marzo | 2.ª ronda 16 y 19 de marzo |  |   | Cuartos de final 20 y 21 de marzo | Cuartos de final 20 y 21 de marzo | Cuartos de final 20 y 21 de marzo |  |
|  |                            |                            |                            |               |    |                            |                            |                            |  |   |                                   |                                   |                                   |  |
|  |                            |                            |                            |               |    |                            |                            |                            |  |   |                                   |                                   |                                   |  |
|  | 1                          | Seton Hall                 | 63                         |               |    |                            |                            |                            |  |   |                                   |                                   |                                   |  |
|  | 1                          | Seton Hall                 | 63                         |               |    |                            |                            |                            |  |   |                                   |                                   |                                   |  |
|  | 8                          | Stony Brook                | 61                         |               |    |                            |                            |                            |  |   |                                   |                                   |                                   |  |
|  | 8                          | Stony Brook                | 61                         |               | 1  | Seton Hall                 | 67                         |                            |  |   |                                   |                                   |                                   |  |
|  |                            |                            |                            |               | 1  | Seton Hall                 | 67                         |                            |  |   |                                   |                                   |                                   |  |
|  |                            |                            | 5                          | UMass         | 77 |                            |                            |                            |  |   |                                   |                                   |                                   |  |
|  | 4                          | Mississippi State          | 5                          | UMass         | 77 | 96                         |                            |                            |  |   |                                   |                                   |                                   |  |
|  | 4                          | Mississippi State          |                            |               |    |                            |                            |                            |  |   |                                   |                                   |                                   |  |
|  | 5                          | UMass                      | 1012OT                     |               |    |                            |                            |                            |  |   |                                   |                                   |                                   |  |
|  | 5                          | UMass                      | 1012OT                     |               |    |                            |                            |                            |  | 5 | UMass                             | 72                                |                                   |  |
|  |                            |                            |                            |               |    |                            |                            |                            |  | 5 | UMass                             | 72                                |                                   |  |
|  |                            |                            | 3                          | Drexel        | 70 |                            |                            |                            |  |   |                                   |                                   |                                   |  |
|  | 3                          | Drexel                     | 3                          | Drexel        | 70 | 81                         |                            |                            |  |   |                                   |                                   |                                   |  |
|  | 3                          | Drexel                     |                            |               |    |                            |                            |                            |  |   |                                   |                                   |                                   |  |
|  | 6                          | UCF                        | 56                         |               |    |                            |                            |                            |  |   |                                   |                                   |                                   |  |
|  | 6                          | UCF                        | 56                         |               | 3  | Drexel                     | 65                         |                            |  |   |                                   |                                   |                                   |  |
|  |                            |                            |                            |               | 3  | Drexel                     | 65                         |                            |  |   |                                   |                                   |                                   |  |
|  |                            |                            | 7                          | Northern Iowa | 63 |                            |                            |                            |  |   |                                   |                                   |                                   |  |
|  | 2                          | Saint Joseph's             | 7                          | Northern Iowa | 63 | 65                         |                            |                            |  |   |                                   |                                   |                                   |  |
|  | 2                          | Saint Joseph's             |                            |               |    |                            |                            |                            |  |   |                                   |                                   |                                   |  |
|  | 7                          | Northern Iowa              | 67                         |               |    |                            |                            |                            |  |   |                                   |                                   |                                   |  |
|  | 7                          | Northern Iowa              | 67                         |               |    |                            |                            |                            |  |   |                                   |                                   |                                   |  |
|  |                            |                            |                            |               |    |                            |                            |                            |  |   |                                   |                                   |                                   |  |

|  | 1.ª ronda 13 y 14 de marzo | 1.ª ronda 13 y 14 de marzo | 1.ª ronda 13 y 14 de marzo |                |    | 2.ª ronda 16 y 19 de marzo | 2.ª ronda 16 y 19 de marzo | 2.ª ronda 16 y 19 de marzo |  |   | Cuartos de final 20 y 21 de marzo | Cuartos de final 20 y 21 de marzo | Cuartos de final 20 y 21 de marzo |  |
|  |                            |                            |                            |                |    |                            |                            |                            |  |   |                                   |                                   |                                   |  |
|  |                            |                            |                            |                |    |                            |                            |                            |  |   |                                   |                                   |                                   |  |
|  | 1                          | Arizona                    | 54                         |                |    |                            |                            |                            |  |   |                                   |                                   |                                   |  |
|  | 1                          | Arizona                    | 54                         |                |    |                            |                            |                            |  |   |                                   |                                   |                                   |  |
|  | 8                          | Bucknell                   | 65                         |                |    |                            |                            |                            |  |   |                                   |                                   |                                   |  |
|  | 8                          | Bucknell                   | 65                         |                | 8  | Bucknell                   | 67                         |                            |  |   |                                   |                                   |                                   |  |
|  |                            |                            |                            |                | 8  | Bucknell                   | 67                         |                            |  |   |                                   |                                   |                                   |  |
|  |                            |                            | 5                          | Nevada         | 75 |                            |                            |                            |  |   |                                   |                                   |                                   |  |
|  | 4                          | Oral Roberts               | 5                          | Nevada         | 75 | 59                         |                            |                            |  |   |                                   |                                   |                                   |  |
|  | 4                          | Oral Roberts               |                            |                |    |                            |                            |                            |  |   |                                   |                                   |                                   |  |
|  | 5                          | Nevada                     | 68                         |                |    |                            |                            |                            |  |   |                                   |                                   |                                   |  |
|  | 5                          | Nevada                     | 68                         |                |    |                            |                            |                            |  | 5 | Nevada                            | 56                                |                                   |  |
|  |                            |                            |                            |                |    |                            |                            |                            |  | 5 | Nevada                            | 56                                |                                   |  |
|  |                            |                            | 3                          | Stanford       | 84 |                            |                            |                            |  |   |                                   |                                   |                                   |  |
|  | 3                          | Stanford                   | 3                          | Stanford       | 84 | 76                         |                            |                            |  |   |                                   |                                   |                                   |  |
|  | 3                          | Stanford                   |                            |                |    |                            |                            |                            |  |   |                                   |                                   |                                   |  |
|  | 6                          | Cleveland State            | 65                         |                |    |                            |                            |                            |  |   |                                   |                                   |                                   |  |
|  | 6                          | Cleveland State            | 65                         |                | 3  | Stanford                   | 92OT                       |                            |  |   |                                   |                                   |                                   |  |
|  |                            |                            |                            |                | 3  | Stanford                   | 92OT                       |                            |  |   |                                   |                                   |                                   |  |
|  |                            |                            | 7                          | Illinois State | 88 |                            |                            |                            |  |   |                                   |                                   |                                   |  |
|  | 2                          | Ole Miss                   | 7                          | Illinois State | 88 | 93                         |                            |                            |  |   |                                   |                                   |                                   |  |
|  | 2                          | Ole Miss                   |                            |                |    |                            |                            |                            |  |   |                                   |                                   |                                   |  |
|  | 7                          | Illinois State             | 96OT                       |                |    |                            |                            |                            |  |   |                                   |                                   |                                   |  |
|  | 7                          | Illinois State             | 96OT                       |                |    |                            |                            |                            |  |   |                                   |                                   |                                   |  |
|  |                            |                            |                            |                |    |                            |                            |                            |  |   |                                   |                                   |                                   |  |

### Semifinales y final
Jugados en el Madison Square Garden en New York City el 27 y 29 de marzo
|  | Semifinales 27 de marzo | Semifinales 27 de marzo | Semifinales 27 de marzo |          |    | Final 29 de marzo | Final 29 de marzo | Final 29 de marzo |  |
|  |                         |                         |                         |          |    |                   |                   |                   |  |
|  |                         |                         |                         |          |    |                   |                   |                   |  |
|  | 1                       | Washington              | 67                      |          |    |                   |                   |                   |  |
|  | 1                       | Washington              | 67                      |          |    |                   |                   |                   |  |
|  | 6                       | Minnesota               | 68OT                    |          |    |                   |                   |                   |  |
|  | 6                       | Minnesota               | 68OT                    |          | 6  | Minnesota         | 51                |                   |  |
|  |                         |                         |                         |          | 6  | Minnesota         | 51                |                   |  |
|  |                         |                         | 3                       | Stanford | 75 |                   |                   |                   |  |
|  | 5                       | UMass                   | 3                       | Stanford | 75 | 74                |                   |                   |  |
|  | 5                       | UMass                   |                         |          |    | 74                |                   |                   |  |
|  | 3                       | Stanford                | 84                      |          |    |                   |                   |                   |  |
|  | 3                       | Stanford                | 84                      |          |    |                   |                   |                   |  |
|  |                         |                         |                         |          |    |                   |                   |                   |  |

* - Partido con prórroga.
| Campeón del NIT 2012        |
| --------------------------- |
| Stanford Cardinal 2º título |